# Суховатое
Суховатое (укр. Сухувате) — село, относится к Тарутинской территориальной громаде Болградского района Одесской области Украины. Протекает река Курюксилка, через 1 км впадает в реку Скиноса.
Население по переписи 2001 года составляло 82 человека. Почтовый индекс — 68513. Телефонный код — 4847. Занимает площадь 0,49 км². Код КОАТУУ — 5124787202.

## История
В 1945 г. Указом ПВС УССР село Куруджийка переименовано в Суховатое.

## Местный совет
68513, Одесская обл., Тарутинский р-н, с. Петровск, ул. Благоева, 122а